# Баща ми
„Баща ми“ е български игрален филм (късометражен) от 2000 година, по сценарий и режисура на Фани Коларова. Оператор е Красимир Костов.

## Актьорски състав
Роли във филма изпълняват актьорите:
- Михаил Мутафов
- Вальо Дренников
- Роберт Янакиев
- Стела Петрова

## Награди
- Диплома за най-добър късометражен игрален филм от Международния филмов фестивал „Молодист“, Киев, 2000 г.